# Gargilesse-Dampierre
Gargilesse-Dampierre – miejscowość i gmina we Francji, w Regionie Centralnym, w departamencie Indre. Nazwa miejscowości pochodzi od imienia św. Piotra.
Według danych na rok 1990 gminę zamieszkiwały 342 osoby, a gęstość zaludnienia wynosiła 22 osoby/km² (wśród 1842 gmin Centre, Gargilesse-Dampierre plasuje się na 805. miejscu pod względem liczby ludności, natomiast pod względem powierzchni na miejscu 858.).